# 커티스 프림
커티스 R. 프림(Curtis R. Priem)은 미국의 전기 공학자이다.
1982년 렌셀라 폴리테크닉 대학에서 전기공학 학사 학위를 수여했다. 그는 PC를 위한 최초의 그래픽 프로세서인 IBM 프로페셔널 그래픽 어댑터를 설계했다.
1986년부터 1993년까지, 그는 GX 그래픽 칩을 개발한 선 마이크로시스템즈의 수석 직원 엔지니어였다.
그는 1993년부터 2003년까지 엔비디아의 최고 기술 책임자였으며, 젠슨 황과 크리스 말라쇼스키와 함께 엔비디아를 설립했다.
2000년, RPI는 그를 올해의 기업가로 선정했다. 2003년부터 2007년까지 렌셀라르의 이사였다.2004년에 그는 연구소에 4천만 달러의 제한 없는 선물을 기부할 것이라고 발표했고, 이후 자신을 기리기 위해 EMPAC를 만들었다.
1999년 9월, 아내와 함께 설립한 프라임 재단의 회장이기도 하다. 재단은 비영리 단체이며, 다른 재단이나 자선단체로의 기부 목적으로서만 운영된다.